# A Mulher do Fim do Mundo
A Mulher do Fim do Mundo é o 32º álbum de estúdio da cantora brasileira Elza Soares, lançado em 3 de outubro de 2015 pelo selo Circus. As onze canções do projeto, viabilizado com recursos financeiros do Natura Musical, sob a produção de Guilherme Kastrup, misturam gêneros musicais como o samba, rock, rap e eletrônica, e temáticas atuais como violência doméstica, sofrimento urbano, transexualidade e negritude, entre outros. O sucesso e grande repercussão desse álbum foram considerados um "renascimento" e "início de uma nova fase na carreira da já consagrada cantora" por críticos musicais. Com ele, Elza se apresentou pela primeira vez no prestigiado festival Rock in Rio e acumulou mais de nove milhões de execuções no aplicativo Spotify.
As gravações do álbum ocorreram entre abril e maio de 2015, na cidade de São Paulo. O primeiro single do álbum foi "Maria da Vila Matilde" e foi lançado em 11 de agosto de 2015. "Luz Vermelha" foi lançada como o segundo single em 10 de setembro de 2015.
O álbum ganhou o Grammy Latino 2016 na categoria Melhor Álbum de Música Popular Brasileira. A canção "Mulher do Fim do Mundo" faz parte da trilha sonora da série brasileira 3%, com direitos da Netflix.

## Contexto
O produtor musical Guilherme Kastrup diz que o nome do álbum tem origem na canção homônima, escrita por Rômulo Fróes e Alice Coutinho, que faz referências à história de vida de Elza Soares. Diferente do objetivo inicial, que resultaria em um álbum de releitura de sambas clássicos cantados por Soares, e arranjos por um grupo de pessoas de formação mais voltada para o rock, que "vive em uma cidade grande, e que recebeu todas as influências dos gêneros musicais mais diversos como punk e reggae", o projeto acabou se transformando em um álbum de canções inéditas dedicadas a cantora.

## Gravação
Em 11 de dezembro de 2014, o crítico musical Mauro Ferreira publicou uma nota em seu site, informando que a cantora Elza Soares estaria planejando lançar dois álbuns ao longo do ano seguinte, 2015, sendo que um desses álbuns seria produzido por Guilherme Kastrup, que reuniu um grupo de artistas da "cena paulistana contemporânea" — Cacá Machado, Celso Sim, Kiko Dinucci, Marcelo Cabral, Rodrigo Campos e Romulo Fróes, entre outros —, para contribuir com composição de canções inéditas e arranjos para um novo projeto. Em abril, o álbum recebeu patrocínio do projeto Natura Musical, e começou a ser ensaiado na terceira semana desse mês no estúdio Toca, na cidade de São Paulo.
Em abril de 2015, o fotógrafo Alexandre Eça anunciou em seu site Música Estática que as canções do projeto tinham sido escolhidas, e que o mesmo contaria com conteúdo inteiramente inédito, incluindo músicas de Rodrigo Campos, Celso Sim e Romulo Fróes — sendo que esses dois últimos assinam a direção artística do álbum —, entre outros. À época, foi anunciado a participação do rapper Emicida, mas, o artista acabou não integrando o projeto. "A Mulher do Fim do Mundo", foi gravado no Red Bull Studios, em São Paulo, capital, por Rodrigo "Funai" Costa e Marcelo Guerreiro, assistente de gravação. Gravações adicionais foram feitas nos estúdios Toca do Tatu, também em São Paulo, por Kastrup, e no Estúdio Ciatec, no Rio de Janeiro, por Anderson Trindade Barros, e pelo assistente de gravação, Arthur Luna Beccaris. Os trabalhos de mixagem e masterização foram feitos por Victor Rice, no Estúdio Copam, em São Paulo, e por Felipe Tichauer, no estúdio Red Traxx Mastering, em Miami, na Flórida.

## Música e letra

### Composição
Em 7 de junho de 2015, durante uma entrevista ao jornal Folha de S. Paulo, Elza Soares disse que estava trabalhando em seu primeiro álbum de inéditas. O projeto conta com canções com temas como o sexo, a morte e a negritude, compostas por um grupo de novos artistas paulistas. Celso Sim, um deles, definiu o álbum como "punk-samba", devido a mistura dos gêneros musicais. Durante a entrevista, a própria artista se definiu como uma fênix, pois está "sempre renascendo de alguma coisa".

## Lançamento e divulgação
No final de 2014 foi anunciado que Elza Soares poderia lançar ao longo de 2015 dois projetos de estúdio. Em maio de 2015, o álbum já estava em produção quando foi anunciado que ele deveria estar disponível no segundo semestre do mesmo ano. No dia 9 do mesmo mês, o site da Red Bull publicou dois vídeos na "Stripped Sessions", onde Elza Soares e a banda interpretavam duas canções inéditas: "Firmeza?" e "Mulher do Fim do Mundo". Um mês depois, em 9 de junho, o site Notas Musicais informou que o álbum de Elza Soares se intitularia "A Mulher do Fim do Mundo", e seria lançado em 3 de outubro de 2015. A lista completa das onze canções que compõem o álbum foi apresentada em 16 de setembro de 2015. Em 1 de outubro de 2015, o site Natura Musical disponibilizou o álbum para audição gratuita por streaming através de plataforma própria.

### Singles
Em 11 de agosto de 2015, a cantora Elza Soares lançou a primeira canção e trabalho de A Mulher do Fim do Mundo. Intitulado "Maria da Vila Matilde". A canção é um samba de breque com arranjos distorcidos. Escrita por Douglas Germano, ela foi disponibilizada gratuitamente no site Natural Musical, para audição e download, a partir das 13h do mesmo dia. A canção faz uma sátira sobre a violência doméstica contra as mulheres no Brasil. Em 10 de setembro, a cantora lançou o segundo single do álbum: "Luz Vermelha". A canção escrita por Kiko Dinucci e Clima foi disponibilizada gratuitamente na internet.

### Turnê
A turnê homônima para divulgação do álbum estreou em 3 de outubro de 2015 no Auditório Ibirapuera, em São Paulo. Além de shows em diversas capitais brasileiras, a turnê também foi apresentada internacionalmente em locais como Barcelona, Lisboa e Nova Iorque.

## Recepção da crítica
| Críticas profissionais | Críticas profissionais |
| Avaliações da crítica  | Avaliações da crítica  |
| Fonte                  | Avaliação              |
| ---------------------- | ---------------------- |
| Rolling Stone Brasil   | [ 29 ]                 |
| Notas Musicais         | [ 30 ]                 |
| Folha de S. Paulo      | [ 31 ]                 |
| El País                | Positivo               |
| O Globo                | Positivo               |
| Allmusic               | link                   |
| The Guardian           | [ 34 ]                 |
| Pitchfork              | 8.4/10                 |

O álbum foi aclamado pela crítica, sendo elogiado por diversas publicações, tanto brasileiras como internacionais. Luiz Fernando Vianna, do jornal Folha de S. Paulo, diz que "a favela (ou as 'quebradas') é o cenário do fim do mundo (ou do Brasil) e o lugar onde ele pode ser reconstruído", e enfatiza que Elza sempre renasce das cinzas, dando destaque para canções como "Luz Vermelha", que mostra o "apocalipse recortado em cenas de periferia, tiroteiro, ruas esvaziadas", e "Maria da Vila Matilde", que diz ser "a canção do fim", ao retratar a violência doméstica. Mauro Ferreira, inicia sua análise do álbum dizendo que a cantora é "dura na queda" e que é uma "sobrevivente de um mundo onde a tristeza não tem fim", e diz que o álbum representa "mais uma lágrima negra que escorre sobre a pele escura" de Soares. Em meio a elogios as onze faixas de A Mulher do Fim do Mundo, Ferreira diz que Elza "legitima seu encontro antológico com o núcleo de músicos paulistanos que fizeram a artista dar um passo além em discografia que já parecia estagnada" e diz que ela "renasce com disco pautado por samba roqueiro nascido do que impulsiona sua vida punk".
Silvio Essinger, de O Globo, diz que A Mulher do Fim do Mundo "não é só o primeiro disco de inéditas de uma das maiores (e certamente a mais visceral entre as) cantoras do Brasil. É um triunfo da vitalidade e da coragem de quem foi inúmeras vezes desenganada e que deu a volta por cima", destacando que nunca antes Soares "soou tão negra", em um repertório que ele classifica como cruel, barulhento e angustiador (apesar de pacífico ao ouvinte). O El País publicou a crítica de Carlos Galilea que define o poema "Coração do Mar", musicado por José Miguel Wisnik, como "um parto em cada sílaba", e sintetiza o encontro da cantora com artistas independentes de São Paulo como "samba com ruído, cavaquinho em rock’n roll distorcido, metais do grupo Bixiga para a sexualmente explícita".
Philip Sherburne da Pitchfork, um dos sites de música mais importantes do mundo, o elegeu com o título de melhor novo álbum. No artigo, o site diz que "você não precisa entender português para sentir o peso de suas palavras", e que Soares “desenvolveu uma das vozes mais distintas da Música Popular Brasileira”. Além disso, a revista também elegeu o álbum um dos melhores de 2016, comentando que "em 'A mulher do fim do mundo', Elza Soares fez o álbum de sua vida, em todos os sentidos".
O álbum também foi elogiado pelo jornal britânico The Guardian, que deu cinco estrelas ao projeto e afirmou que era o "álbum brasileiro do ano". A publicação concluiu comentando que "com mais de 70 anos, Elza Soares, a rainha brasileira do samba, ainda domina".
Através de seu website, a rádio NPR, comentou que "em seu novo álbum, Elza Soares canta sobre o lado obscuro da vida brasileira". A crítica continua elogiando ao comentar que na canção "Pra Fuder", "depois de décadas passeando como um objeto, a garota de Ipanema finalmente marchou, agarrou a guitarra e agora está cantando sobre seus próprios desejos selvagens", e conclui dizendo que "com 'A mulher do fim do mundo', Elza nos leva para além da imagem de cartão-postal através das realidades conflitantes do Brasil, enquanto explora um som moderno".
O The New York Times elegeu o álbum como um dos dez melhores do ano, numa lista que inclui nomes como Beyoncé e David Bowie. A revista independente espanhola "Mondosonoro" também elegeu o álbum como um dos melhores do ano, afirmando que "em seus oitenta anos, Elza já viveu uma vida que poderia ser tema de vários documentários, e nesse novo projeto ela embarca em um surpreendente álbum de samba experimental".
Em 2022, foi eleito um dos melhores discos da música brasileira dos últimos 40 anos em uma enquete do jornal O Globo que reuniu 25 especialistas, incluindo Charles Gavin, Vera Magalhães, Leonardo Bruno, Nelson Motta, Rodrigo Faour, Tárik de Souza, Ricardo Alexandre, Arthur Dapieve, Paulo Cesar de Araújo e Roberta Martinelli, entre outros nomes.

## Prêmios e indicações
| Ano  | Prêmio                                  | Categoria           | Obra                     | Resultado |
| ---- | --------------------------------------- | ------------------- | ------------------------ | --------- |
| 2015 | Associação Paulista de Críticos de Arte | Melhor álbum        | A Mulher do Fim do Mundo | Venceu    |
| 2015 | G1                                      | Melhor álbum        | A Mulher do Fim do Mundo | 3º lugar  |
| 2015 | Notas Musicais                          | Melhor álbum        | A Mulher do Fim do Mundo | Venceu    |
| 2015 | Rolling Stone Brasil                    | Melhor álbum        | A Mulher do Fim do Mundo | Venceu    |
| 2015 | Rolling Stone Brasil                    | Melhor Música       | "Maria da Vila Matilde"  | Venceu    |
| 2015 | Rolling Stone Brasil                    | Melhor Música       | "Luz Vermelha"           | 16º lugar |
| 2016 | Prêmio da Música Brasileira             | Melhor álbum        | A Mulher do Fim do Mundo | Venceu    |
| 2016 | Prêmio da Música Brasileira             | Melhor música       | "Mulher do Fim do Mundo" | Indicado  |
| 2016 | Prêmio da Música Brasileira             | Melhor cantora      | Elza Soares              | Indicado  |
| 2016 | Grammy Latino                           | Melhor álbum de MPB | A Mulher do Fim do Mundo | Venceu    |

## Lista de faixa
| N.º            | Título                                                                            | Compositor(es)                           | Duração |  |
| 1.             | "Coração do Mar"                                                                  | José Miguel Wisnik                       | 1:27    |  |
| 2.             | "Mulher do Fim do Mundo"                                                          | Rômulo Fróes Alice Coutinho              | 4:37    |  |
| 3.             | "Maria da Vila Matilde (Porque Se a da Penha é Brava, Imagine a da Vila Matilde)" | Douglas Germano                          | 3:44    |  |
| 4.             | "Luz Vermelha"                                                                    | Kiko Dinucci Clima                       | 4:31    |  |
| 5.             | "Pra Fuder"                                                                       | Kiko Dinucci                             | 3:56    |  |
| 6.             | "Benedita" (participação de Celso Sim)                                            | Celso Sim Joana Barossi Fernanda Diamant | 5:05    |  |
| 7.             | "Firmeza?!" (participação de Rodrigo Campos)                                      | Rodrigo Campos                           | 3:32    |  |
| 8.             | "Dança"                                                                           | Cacá Machado Rômulo Fróes                | 3:34    |  |
| 9.             | "O Canal"                                                                         | Rodrigo Campos                           | 3:07    |  |
| 10.            | "Solto"                                                                           | Marcelo Cabral Clima                     | 3:41    |  |
| 11.            | "Comigo"                                                                          | Rômulo Fróes Alberto Tassinari           | 2:17    |  |
| Duração total: | Duração total:                                                                    | Duração total:                           | 39:31   |  |

Notas
- "Coração do Mar" é um poema de Oswald de Andrade (1890-1954) que foi musicado por José Miguel Wisnik.[53]

## Pessoal
As seguintes pessoas são creditadas no álbum:
| Administrativo - Ernst von Bönninghausen - produtor executivo - Romulo Fróes – direção artística - Celso Sim – direção artística Créditos de execução - Elza Soares – vocais - Celso Sim – vocais - Rodrigo Campos – vocais Instrumentos - Aramís Rocha – violino - Cuca Ferreira – flauta, saxofone barítono - Daniel Gralha – trompete - Daniel Nogueira – saxofone tenor - Deni Rocha – cello - Douglas Antunes - trombone - DJ Marco - captador - Edmur Mello – viola - Edy Trombone – trombone | - Felipe Roseno – percussão - Guilherme Kastrup – bateria, percussão - Kiko Dinucci – guitarra elétrica, repique de mão, violão - Marcelo Cabral – baixo, sintetizador, violão de sete cordas - Robson Rocha – violino - Rodrigo Campos – cavaco, guitarra elétrica - Thiago França – sax barítono, saxofone tenor - Thomas Rohrer – rabeca - Sidmar Vieira - trompete Visual e imagem - Alexandre Eça – fotos - Elaine Ramos – design Técnica e produção - Rodrigo "Funai" Costa – gravação - Marcelo Guerreiro – assistente de gravação - Guilherme Kastrup – gravação, produção - Anderson Trindade Barros – gravação, produção - Arthur Luna Beccaris – assistente de gravação e produção - Victor Rice – mixagem - Felipe Tichauer – masterização |